# Провинция Амхара
Амхара также Бета Амхара (амх. አምሃራ ) — провинция Эфиопской империи.

## История
Первое упоминание о провинции относится к IX веку. Тогда царь Аксума Джанджан был изгнан Амхары.
В XII веке упоминается о войне между негусом Амхары и его восточными соседями. В XIII веке население Амхары, возглавляемый местным негусом вытеснило Амалека последнего императора из династии Загавеа. В XVII веке в провинцию начали проникать племена Оромо.
В 1936 году после захвата итальянскими войсками Эфиопии в ходе Второй итало-эфиопской войны, провинция Амхара вошла в состав Итальянской Восточной Африки под именем Муниципалитет Амара. После освобождения в 1941 году провинция Амхара вновь вошла в состав Эфиопской империи. В 1966 году провинция Амхара преобразована в регион Амхара.